# Ana Dias (Itariri)
Ana Dias é um distrito do município brasileiro de Itariri, no interior do estado de São Paulo.

## História

### Origem
Por volta de 1905, havia um pequeno povoado incrustado entre as montanhas, num vale que se iniciava na região montanhosa que da acesso ao Vale do Ribeira e chegava ao mar, onde já havia uma pequena vila de caiçaras (hoje Peruíbe).
Nessa época um comerciante de São Vicente, proprietário de um armazém de “secos e molhados” montou um armazém na já prospera cidade de Itanhaém. Suas mercadorias chegavam a Itanhaém de barco e para redistribuição seguia “a lombo de burro”.
Uma filha desse comerciante, de nome Ana Dias, trabalhava como “caixeira viajante” e trazia as mercadorias nos burros de carga até Peruíbe. Foi aí que esta caixeira conheceu um português que vinha muito nesta pequena vila para extrair caixeta, madeira muito usada para fazer tamancos e levava-as até Itanhaém e posteriormente através de barco, para Santos. E este português a aconselhou que viesse oferecer suas mercadorias aos moradores locais.
Bastava sair de Itanhaém com os animais carregados de mercadorias e seguir em direção a Peruíbe passando pela mata sempre à beira mar, e após Peruíbe, por picadas abertas na mata, até a vila onde viviam mais ou menos 50 famílias.
Vendia, além de roupas, ferramentas para uso na lavoura e sal, era munição para caça, como pólvora, chumbo e espoleta.
Nessa vila vivia também um pequeno comerciante de “secos e molhados”, de nome Carlos Gonçalves, cujo prédio era uma casa de madeira, onde hoje existe um sobrado, a beira do campo de futebol. A partir daí, Carlos Gonçalves passou a comprar as mercadorias da “caixeira viajante” Ana Dias.

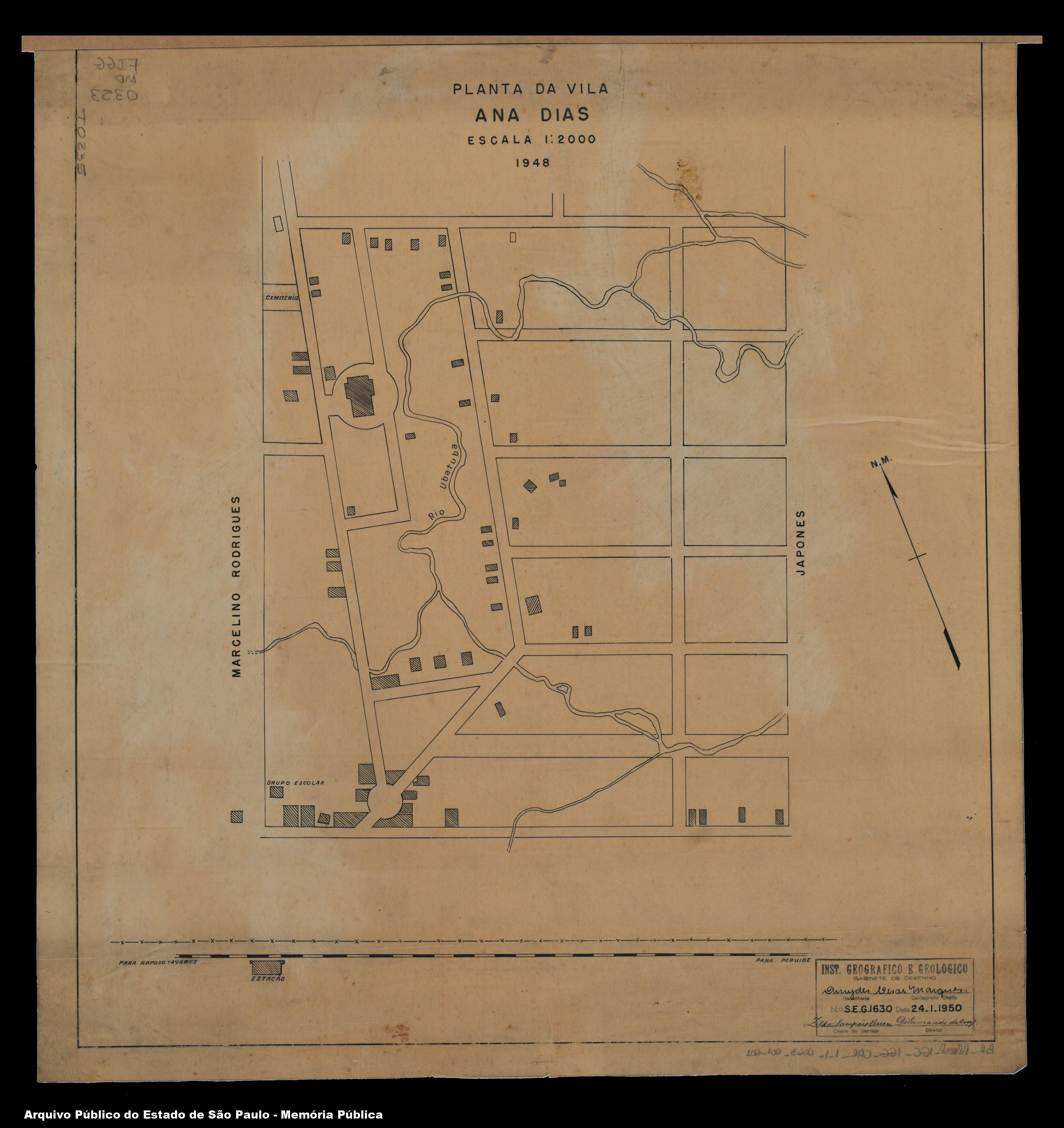
Planta da área urbana original

O tempo foi passando e surgiu a construção da Estrada de Ferro pela Southern São Paulo Railway, que se iniciava na cidade de Santos e com projeto de chegar até Juquiá.
Bem antes da chegada da ferrovia em Ana Dias, o comerciante Carlos Gonçalves ficou preocupado porque suas mercadorias já não estavam chegando e que a “caixeira viajante” Ana Dias já não aparecia mais, isso depois de longos anos sem falhar. Depois de muito tempo ficou sabendo que ela havia falecido.
Em sua maior parte territorial pertencia a família de "Deisy Amaral", proprietários da Fabrica de Farinha de Banana "Flakes", situada na antiga fazenda Laranjeiras, sendo que nos dias atuais nomes dos membros da Família "Amaral" dão nomes à ruas do distrito.

### Chegada da ferrovia

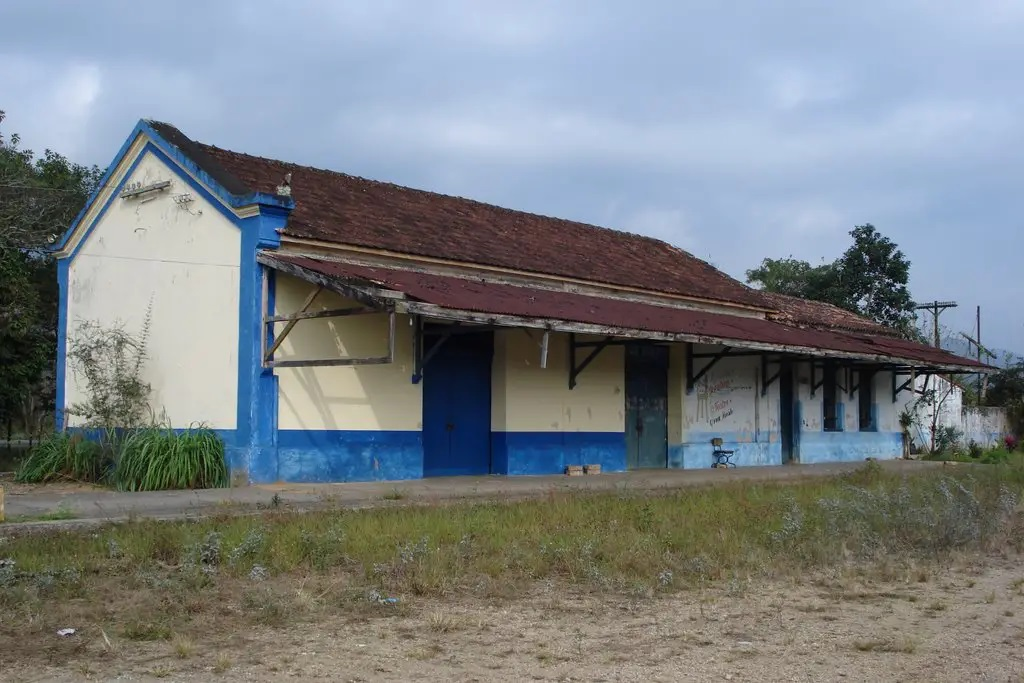
Antiga estação ferroviária.

A Southern São Paulo Railway chegou neste povoado com a estação sendo inaugurada em 1914. A direção da ferrovia optou por colocar um nome na estação após consulta com os moradores do local e por sugestão, aprovada por unanimidade, foi a estação ferroviária nomeada como Ana Dias e por consequência o próprio povoado passou também a ser chamado de Ana Dias.

### Formação administrativa
- Distrito criado pela Lei n° 233 de 24/12/1948, com sede no povoado de igual nome e terras do distrito de Itariri[4][5].

## Geografia

### Localização
Localiza-se a oeste da cidade de Peruíbe e a leste do Bairro de Raposo Tavares.

### Demografia

#### População urbana
| Crescimento população urbana | Crescimento população urbana | Crescimento população urbana | Crescimento população urbana |
| Censo                        | Pop.                         |                              | %±                           |
| ---------------------------- | ---------------------------- | ---------------------------- | ---------------------------- |
| 1950                         | 761                          |                              | —                            |
| 1960                         | 767                          |                              | 0,8%                         |
| 1970                         | 731                          |                              | −4,7%                        |
| 1980                         | 1 261                        |                              | 72,5%                        |
| 1991                         | 1 627                        |                              | 29,0%                        |
| 2000                         | 1 771                        |                              | 8,9%                         |
| 2010                         | 3 445                        |                              | 94,5%                        |
| Fonte: IBGE e Fundação SEADE |                              |                              |                              |

#### População total
Pelo Censo 2010 (IBGE) a população total do distrito era de 7 540 habitantes.

### Área territorial
A área territorial do distrito é de 88,830 km².

### Rodovias
O distrito está situado na entrada do Vale do Ribeira e saída do Litoral Sul do Estado de São Paulo, às margens da Rodovia Padre Manuel da Nóbrega (SP-55).

### Ferrovias
Linha Santos-Juquiá (Sorocabana), estando a ferrovia atualmente desativada sob concessão da Rumo Malha Paulista.

## Serviços públicos

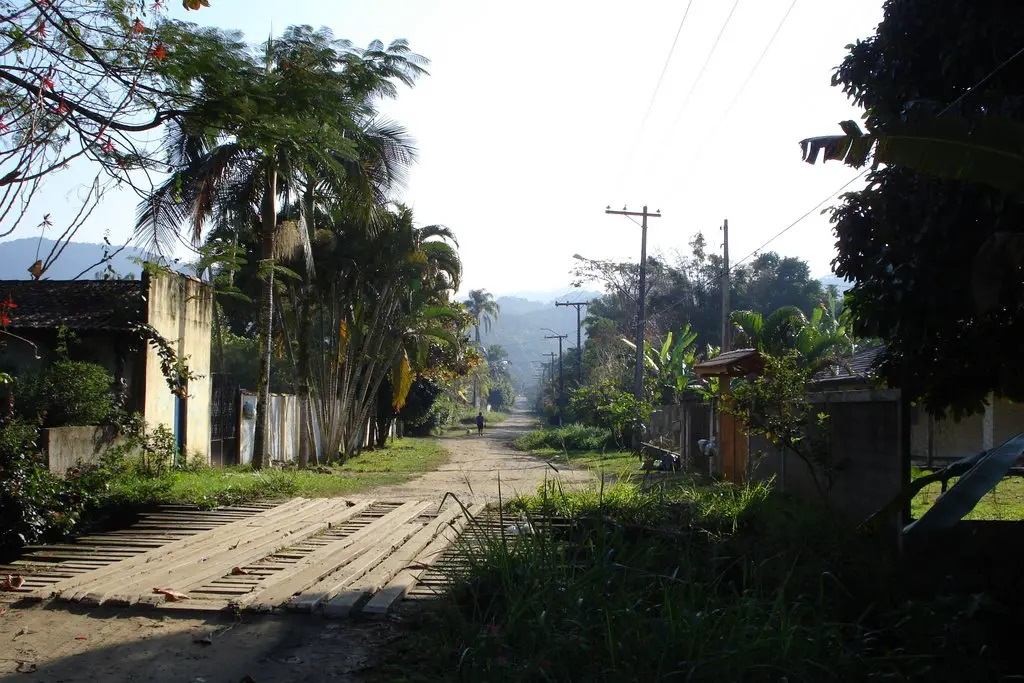
Aspecto local.

### Registro civil
Atualmente é feito no próprio distrito, pois o Cartório de Registro Civil das Pessoas Naturais ainda continua ativo. Os primeiros registros dos eventos vitais realizados neste cartório são:
- Nascimento: 05/12/1952
- Casamento: 07/02/1953
- Óbito: 11/12/1952

### Saneamento
O serviço de abastecimento de água é feito pela Companhia de Saneamento Básico do Estado de São Paulo (SABESP).

### Energia
A responsável pelo abastecimento de energia elétrica é a Neoenergia Elektro, antiga CESP.

### Telecomunicações
O distrito era atendido pela Telecomunicações de São Paulo (TELESP), que inaugurou a central telefônica utilizada até os dias atuais. Em 1998 esta empresa foi vendida para a Telefônica, que em 2012 adotou a marca Vivo para suas operações.

## Religião
O Cristianismo se faz presente no distrito da seguinte forma:

### Igreja Católica
- A igreja faz parte da Diocese de Registro[20].

### Igrejas Evangélicas
- Congregação Cristã no Brasil[21].